# Javon Francis
Javon Francis (* 14. Dezember 1994 in Kingston) ist ein jamaikanischer Sprinter, der sich auf den 400-Meter-Lauf spezialisiert hat.

## Sportliche Laufbahn
Erste internationale Erfahrungen sammelte Javon Francis 2012 bei den CARIFTA-Games in Hamilton, bei denen er im Finale den achten Platz über 400 Meter belegte und mit der jamaikanischen 4-mal-400-Meter-Staffel die Bronzemedaille gewann. Anschließend gewann er bei den Zentralamerika- und Karibikjuniorenmeisterschaften in San Salvador die Goldmedaille mit der Staffel. Kurz darauf nahm er an den Juniorenweltmeisterschaften in Barcelona teil, bei denen er den neunten Platz im Finale über 400 Meter belegte. Mit der jamaikanischen Staffel erreichte er Platz fünf. 2013 qualifizierte sich Francis für die Weltmeisterschaften in Moskau und erreichte dort im Einzelbewerb das Halbfinale und gewann mit der jamaikanischen Mannschaft in 2:58,16 min Silber in der 4-mal-400-Meter-Staffel.
Zwei Jahre darauf belegte er mit der Staffel den vierten Platz bei den World Relays auf den Bahamas. Er qualifizierte er sich erneut für die Weltmeisterschaften in Peking, bei denen er über 400 Meter erneut das Halbfinale erreichte. Mit der jamaikanischen Stafette belegte er im Finale mit 2:58,51 s den vierten Platz. 2016 erfolgte die Teilnahme an den Olympischen Spielen in Rio de Janeiro, bei denen er über 400 Meter mit 44,96 s im Halbfinale ausschied. Mit der jamaikanischen 4-mal-400-Meter-Staffel gewann er im Finale mit 2:58,16 min die Silbermedaille hinter den Vereinigten Staaten.
2017 gewann er mit der jamaikanischen Staffel die Silbermedaille bei den World Relays. 2018 nahm er zum ersten Mal an den Hallenweltmeisterschaften in Birmingham teil und erreichte dort das Halbfinale. Im April gewann er bei den Commonwealth Games im australischen Gold Coast in 45,11 s die Bronzemedaille im 400-Meter-Lauf hinter den beiden Botswanern Isaac Makwala und Baboloki Thebe. Am Schlusstag der Spiele gewann er mit der jamaikanischen Staffel ebenfalls die Bronzemedaille in 3:01,97 min.
2015 und 2016 wurde Francis jamaikanischer Meister über 400 Meter.

## Persönliche Bestzeiten
- 200 Meter: 20,52 s, 27. Januar 2018 in Kingston
- 400 Meter: 44,50 s, 13. Juni 2015 in Kingston 
  - 400 Meter (Halle): 45,97 s, 9. Februar 2018 in Lubbock